# Pesjaka
Pesjaka es un pueblo de Albania situado cerca de la localidad de Maqellarë, en el condado de Dibër. 
En una colina de este lugar se encuentra un yacimiento arqueológico, del que se ha destacado  su buena posición geoestratégica ya que confluían varios caminos naturales.
La primera exploración arqueológica del sitio tuvo lugar en 1972. Posteriormente, en 1991,  se han realizado nuevas excavaciones.
Se han hallado restos de un asentamiento que estuvo habitado en la Edad del Bronce Reciente y a principios de la Edad del Hierro. Estos restos incluyen principalmente piezas de cerámica.
La cultura de este asentamiento se ha relacionado con la de otros asentamientos contemporáneos de Albania septentrional, aunque también se han hallado analogías con culturas del Adriático Central como la de Varvara, e incluso también con el asentamiento de Kastanás, en la región griega de Macedonia Central. Para tratar de establecer una cronología absoluta, las comparaciones con esas culturas con las que se relaciona ofrecen unas fechas en torno a los años 1400-1000 a. C. o entre 1300-800 a. C.
Por otra parte, también se han encontrado otros restos que pertenecen a periodos comprendidos entre el siglo III a. C. y el siglo VI.